# Fishing Blues
Fishing Blues è l'ottavo album del gruppo hip hop statunitense Atmosphere, pubblicato nel 2016. Totalizza 71/100 su Metacritic. Il disco è un successo internazionale, entrando in classifica anche in Belgio e Svizzera: arriva primo tra gli album indipendenti e tra quelli rap nel mercato statunitense.
| Recensione           | Giudizio |
| -------------------- | -------- |
| AllMusic             | [ 1 ]    |
| HipHopDX             | [ 2 ]    |
| Pitchfork            | [ 2 ]    |
| Spin                 | [ 2 ]    |
| Exclaim!             | [ 2 ]    |
| The A.V. Club        | B+       |
| Consequence of Sound | B        |

## Tracce
1. Like a Fire – 3:29
2. Ringo – 3:51
3. Besos – 3:45
4. Pure Evil (featuring I.B.E) – 3:19
5. Perfect – 3:36
6. Seismic Waves – 3:57
7. Next to You (featuring Dem Atlas) – 4:18
8. The Shit That We've Been Through – 3:34
9. When the Lights Go Out (featuring Doom & Kool Keith) – 4:41
10. No Biggie – 2:35
11. Everything – 3:38
12. Chasing New York (featuring Aesop Rock) – 3:24
13. Sugar – 3:56
14. Fishing Blues (featuring The Grouch) – 3:40
15. Won't Look Back (featuring Kim Manning) – 4:34
16. Anybody That I've Known – 4:33
17. Still Be Here – 3:57
18. A Long Hello – 3:17

## Classifiche
| Classifica (2016)         | Posizione massima |
| ------------------------- | ----------------- |
| Belgio (Fiandre)          | 175               |
| Stati Uniti               | 22                |
| US Digital Albums         | 15                |
| US Independent Albums     | 1                 |
| US Tastemaker Albums      | 2                 |
| US Top Rap Albums         | 1                 |
| US Top R&B/Hip-Hop Albums | 2                 |
| Svizzera                  | 97                |